# Federico Gerona de la Figuera
Federico Gerona de la Figuera (Saragossa, 23 de març de 1925 - Badajoz, 12 d'agost de 2013) fou un metge i polític espanyol, governador civil i president de la Diputació de Tarragona durant la dictadura franquista.
Llicenciat en medicina, s'especialitzà en medicina esportiva. Es va establir a Tarragona, on el 1963 fou nomenat vicepresident de la Junta Provincial de la Delegació Nacional d'Educació Física i Esports, i el 1968 Delegat Nacional d'Esports a Tarragona. De 1967 a 1968 fou president interí de la Diputació de Tarragona. El setembre de 1968 fou nomenat governador civil de la província de Badajoz i el 1970 ho fou de Navarra, on va patir un atemptat terrorista el 1972. Posteriorment fou governador civil de la província de Las Palmas, càrrec de qual cessà el 1974. De 1974 a 1977 fou Procurador en Corts pel Moviment Sindical per la seva qualitat de president del Sindicat Nacional d'Activitats Diverses. En 1977 abandonà la política i s'establí a Badajoz, on va exercir la medicina fins que es va jubilar.